# V/Line
A V/Line é uma empresa estadual que opera serviços regionais de trem e ônibus de passageiros em Vitória, na Austrália. Ela fornece serviços de trem de passageiros em cinco linhas e oito rotas de longa distância a partir de seu principal hub na Estação Ferroviária de Southern Cross, em Melbourne, além de serviços de ônibus através de Vitória e para Nova Gales do Sul, Território da Capital Australiana e Austrália do Sul. Além disso, a V/Line é também responsável pela manutenção de grande parte da rede ferroviária vitoriana de carga e passageiros fora das áreas gerenciadas pela Metro Trains Melbourne e pela Australian Rail Track Corporation.